# Прекрасная пленница
«Прекрасная пленница» (фр. La Belle Captive) — французский авангардный фильм 1983 года режиссёра Алена Роб-Грийе. Игривый детективный фильм сочетает в себе элементы эротического очарования и сверхъестественного ужаса с сюжетом криминального чтива. Пропитанный визуальным сюрреализмом, он часто явно напоминает работы Рене Магритта.
Его мировая премьера состоялась в январе 1983 года на МКФ в Авориазе.

## Сюжет
Вальтера, младшего сотрудника спецслужбы, привлекает в ночном клубе провокационная блондинка, но она не сообщает ему ни своего имени, ни номера телефона. Его вызывает начальник Сара Зейтгейст (в переводе с немецкого «Дух времени»), чтобы передать срочное письмо высокопоставленному политику графу Генри Коринфскому.
На открытой местности он видит женщину, лежащую на дороге. Когда он останавливается, чтобы помочь ей, это всё та же загадочная блондинка в разорванной одежде и с окровавленным бедром. Загружая её в свою машину, он останавливается у первого дома, чтобы попросить о помощи. Там идёт мужская вечеринка. Хозяева дома проводят их в спальню, где девушка достаточно приходит в себя, чтобы заняться любовью, нанося Вальтеру глубокие укусы в шею.
Утром она и все гости исчезают. Вальтер находит лишь цепочку, которую девушка носила, на мемориальной доске выгравировано её имя — Мари-Анж ван де Ривз. Остановившись выпить кофе, он видит в утренней газете, что Мари-Анж должна выйти замуж за Генри Коринфского, но её похитили. Он мчится обратно в пустой дом и спрашивает соседа, но не получает должной помощи. Наконец, придя к дому графа, он обнаруживает, что тот умирает от сердечного приступа, а полиция ищет улики относительно местонахождения Мари-Анж.
Вальтер совершает ошибку, пытаясь узнать правду о Мари-Анж — полиция подозревает его в убийстве. Вполне возможно, что настоящая Мари-Анж умерла шесть лет назад и что де Коринф и Вальтер влюбились в вампира. Также возможно, что Вальтеру снится вся эта тайна. Однажды утром, уезжая на работу, он снова видит на дороге тело Мари-Анж. Приезжает фургон, полный полиции в боевой экипировке, и Сара Зейтгейст приказывает им застрелить Вальтера.

## В ролях
- Даниэль Месгиш — Вальтер Рэйм
- Сирьель Клер — Сара Зейтгейст
- Даниэль Эмильфорк — инспектор Фрэнсис[3]
- Франсуа Шометт — доктор Моргентодт
- Габриэль Лазур — Мари-Анж ван де Ривз
- Ариэль Домбаль — истеричная женщина
- Ролан Дюбийяр — продюсер

## Восприятие
Фильм был представлен на 33-м Берлинском международном кинофестивале. В своём обзоре критик Тим Лукас отметил, что тот «не имел особого успеха во Франции, но это был один из самых популярных фильмов Роб-Грийе за рубежом».
Александр Фёдоров отмечал: «Вот список любимых предметов Алена Роб-Грийе: лабиринт, вода, огонь, зеркало, хрустальный бокал или иной стеклянный сосуд (как правило, падающий и раскалывающийся на тысячи осколков), ключ, отрывающаяся дверная ручка, веревка (для связывания женских рук), туфелька, статуя, фотография/картина… Именно такова „Прекрасная пленница“, провоцирующая консервативную публику на возмущения и протесты».
Деннис Шварц в своей рецензии резюмировал: «Это концептуальное кино, созданное для мечтателей и тех, кто ищет необычного, а также для тех, кому нужна доза Годара от кого-то, кто не Годар. Каким-то образом это удерживало мое внимание, но я так и не смог избавиться от мысли, что это куча красиво выглядящего дерьма, которая имеет такое же отношение к исследованию разума, как и сардины».